# Andreas Klimpke
Andreas Klimpke (* 26. Oktober 1972) ist ein früherer deutscher Handballspieler und heutiger Handballtrainer sowie -funktionär, der für den Bundesligisten HSG Wetzlar antrat.

## Sportliche Laufbahn
Klimpke spielte 28 Jahre für den Wetzlarer Verein, der zunächst als TSV Dutenhofen, später als HSG Dutenhofen/Münchholzhausen und HSG D/M Wetzlar und schließlich als HSG Wetzlar antrat. Klimpke durchlief zunächst alle Jugendabteilungen und spielte ab Ende der 1980er Jahre in der 1. Mannschaft des Vereins. Bis zu seinem Karriereende 2006 blieb er dem Verein treu. Der Außenspieler galt als Abwehrspezialist.
Andreas Klimpke erreichte mit der HSG in seiner aktiven Zeit zweimal das DHB-Pokal-Finale, kam 1998 ins Europapokal-Endspiel, stieg ebenfalls 1998 in die Bundesliga auf und stieg niemals ab.

## Tätigkeit als Trainer und Sportfunktionär
Nach seiner aktiven Laufbahn agierte Klimpke in verschiedenen Ämtern als Trainer und Sportfunktionär bei der HSG Wetzlar. Er trainierte verschiedene Jugend- und Nachwuchsmannschaften der HSG, zum Beispiel die U23, der 2018 der Aufstieg in die 3. Liga gelang. Von 2015 bis 2020 war er Jugendkoordinator, seitdem leitet er die Kaderplanung der leistungsorientierten Mannschaften bei der HSG. Er ist darüber hinaus 2. Vorsitzender des Stammvereins TSV Dutenhofen.

## Familie
Klimpke gehört zu einer eng mit dem Handball und der HSG verbundenen Familie. Sein älterer Bruder Wolfgang spielte über 30 Jahre für die HSG und trainierte später die Bundesligamannschaft. Seine Neffen sind Till Klimpke, Torwart der HSG Wetzlar und deutscher Nationaltorhüter, sowie Ole Klimpke, Rückraumspieler bei der HSG.